# Zoo Story
Ne doit pas être confondu avec Zootopie.
Zoo Story (The Zoo Story) est une pièce de théâtre américaine en un acte d'Edward Albee, dont ce sera la première pièce produite sur scène.

## Historique
Écrite en anglais, elle est montée pour la première fois en allemand le 28 septembre 1959 au Schillertheater, dans le cadre du festival de théâtre de Berlin où elle est présentée conjointement avec La Dernière Bande de Samuel Beckett. Elle est reprise avec un certain succès à New York en 1960, toujours en conjonction avec La Dernière Bande. En 2004, Albee propose un complément à Zoo Story avec la pièce Homelife, dans laquelle on retrouve Peter, l'un des deux personnages, et dont l'action précède celle de Zoo Story.

## Argument
Peter, cadre dans une maison d'édition, lit tranquillement sur un banc de parc lorsqu'il est apostrophé par Jerry, un homme qui s'impose à lui et insiste pour lui raconter sa journée de jeune bohème marginal et désœuvré. Peter écoute patiemment le récit de Jerry mais le ton monte entre les deux hommes lorsque Jerry insiste pour que Peter lui cède son banc.

## Représentation
- création en 1965 au théâtre de Lutèce avec Laurent Terzieff (Jerry) et Michael Lonsdale (Peter), mise en scène de Daniel Emilfork ;
- Comédie de la Loire, mise-en-scène de Guy Suarès, décors et costumes de Jacques Voyet, 1968.

## Reprises
- Bouffon Théâtre (Paris 19e), mise en scène Laurent Serrano, 1987
- Salle Jeanne d'Arc de Gérardmer, mise en scène de Jérôme Thibault, 2018.